# It's a Sin (TV-serie)
It's a Sin är en brittisk historisk dramakomediserie som hade premiär den 21 januari 2021 på Channel 4. Serien är skapad av Russell T. Davies, och består av fem avsnitt.

## Handling
Serien utspelar sig 1981, och kretsar kring 18-årige Ritchie Tozer som lämnar Isle of Wight för att börja på universitetet. I London lämnar Roscoe Babatunde familjehemmet och Colin Morris-Jones anländer från Wales för att göra karriär på Savile Row. De tre unga männen möts och livet blir aldrig mer detsamma.

## Rollista (i urval)
- Olly Alexander - Ritchie Tozer
- David Carlyle - Gregory "Gloria" Finch
- Nathaniel Curtis - Ash Mukherjee
- Shaun Dooley - Clive Tozer
- Omari Douglas - Roscoe Babatunde
- Callum Scott Howells - Colin "Gladys Pugh" Morris-Jones
- Tracy-Ann Oberman - Carol Carter
- Lydia West - Jill Baxter
- Keeley Hawes - Valerie Tozer
- Neil Patrick Harris - Henry Coltrane
- Stephen Fry - Arthur Garrison